# Zwartsnaveltoekan
De zwartsnaveltoekan (Ramphastos ambiguus) is een vogel uit de familie Ramphastidae (toekans).

## Verspreiding en leefgebied
Deze soort komt voor van zuidoostelijk Honduras tot westelijk Ecuador en van westelijk Venezuela tot centraal Peru en telt drie ondersoorten:
- R. a. swainson (Swainsons toekan): van zuidoostelijk Honduras tot westelijk Ecuador.
- R. a. ambiguus: van zuidwestelijk Colombia tot het zuidelijke deel van Centraal-Peru.
- R. a. abbreviatus: noordoostelijk Colombia en noordelijk Venezuela.

## Status
De grootte van de populatie is niet gekwantificeerd. In 1996 werd de soort nog omschreven als vrij algemeen, maar aangenomen wordt dat sindsdien het aantal door habitatverlies fors is gedaald. Op de Rode lijst van de IUCN heeft deze soort de status niet bedreigd.